# 한창우 (1931년)
한창우(韓昌祐, 1931년 2월 15일~) 일본의 마루한 그룹 창업자 겸 회장이다.

## 생애
1931년 2월 15일 경상남도 삼천포 (현재는 사천시) 출생으로 재일 한국인 기업가이다. 1947년 10월 미장일을 하던 형을 찾아 일본으로 건너간다. 종전의 혼란기에 특별 영주자격을 취득, 호세이 대학 경제학부를 졸업하였으나 일자리가 없는데다 차별도 심해 매형의 파친코 점에서 일을 도왔다. 얼마 후 운영난을 겪던 매형의 가게를 헐값에 인수하였고 파친코 사업에서 번 자금을 기반으로 레스토랑을 경영, 1967년에는 당시 일본에서 큰 인기를 누리던 볼링장 사업을 시작했지만 1차 오일쇼크가 터지며 볼링 인구가 급감했다. 그로 인해 5년 만에 600억 원의 부채를 지게 됐다.
그러나 1972년 마루한을 설립하고 다시 파친코 사업에 전념했다. 그 결과 10년후 그는 어마어마한 부채를 갚을 수 있었다. 1995년에는 도쿄 진출에 성공, 마루한을 최대급 파친코점으로 성공시키게 되었다. 2002년 미국 포브스가 선정한 세계 억만장자에 일본 국내 22위에 선정되었다. 전재산을 기부하겠다는 의사도 표명했다.

## 한창우가 등장한 작품

### 웹드라마
이민호 - 《파친코》 (2022년, Apple TV+)

## 같이 보기
- 한국계 일본인
- 정동필(일본명: 나카지마 켄키치, 中島 健吉)
  - 헤이와 - 파친코 기기 제작회사
- 손정의(일본명: 손 마사요시, 孫 正義)
- 신격호(일본명: 시게미츠 타케오)
- 파친코